# 554466 Pablomotos
554466 Pablomotos este o planetă minoră (asteroid) din centura de asteroizi. A fost descoperită pe 18 decembrie 2007 la  de Observatorul Astronomic din Mallorca⁠(d). 
Obiectul prezintă o orbită caracterizată de o semiaxă mare de 3,0773894859853 UAi, o excentricitate de 0,18258794500338, o înclinație de 28,101745250494 ° în raport cu ecliptica.